# Raupenjäger

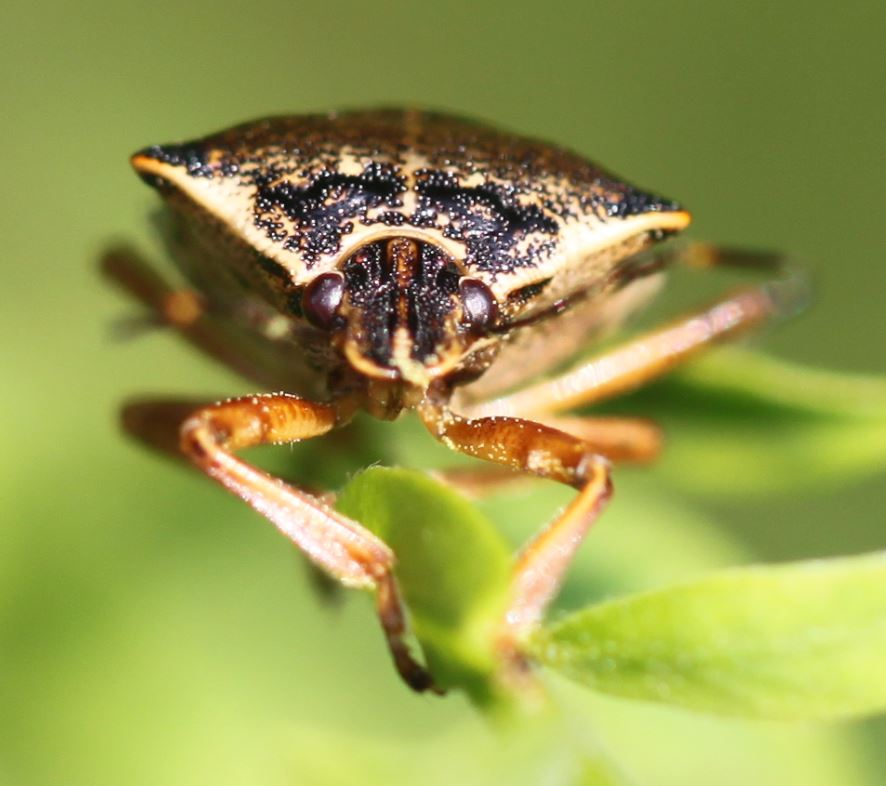
Frontalansicht

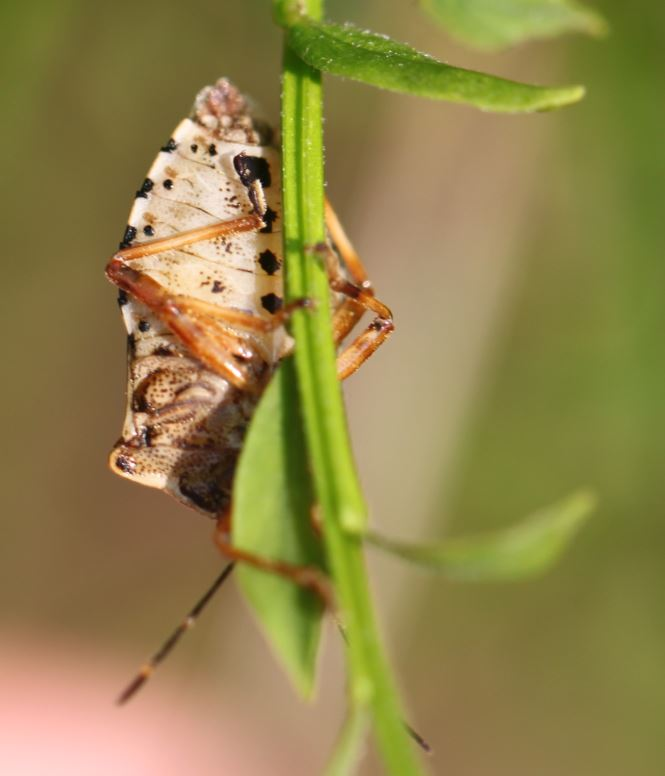
Ventralansicht

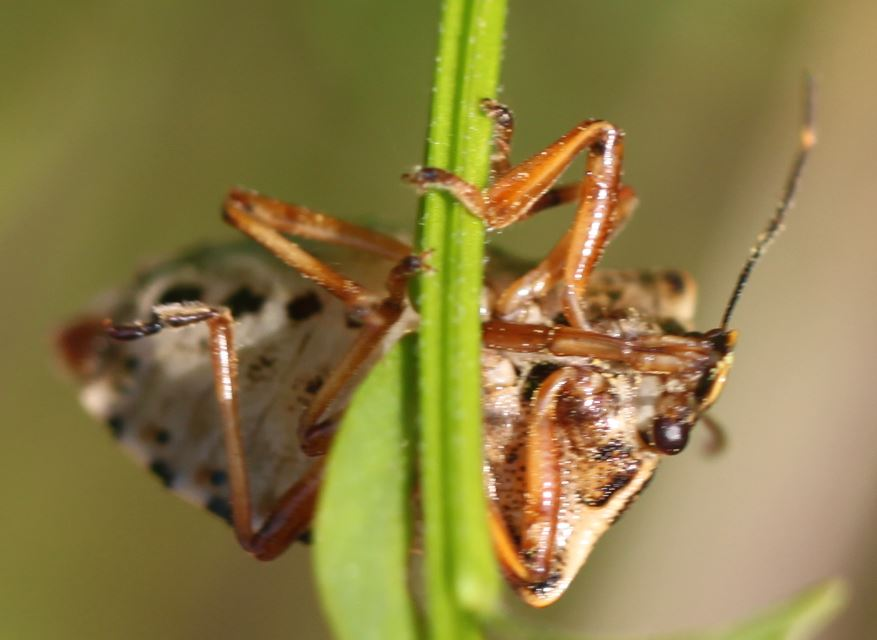
Ventralansicht mit Rüssel

Der Raupenjäger (Pinthaeus sanguinipes) ist eine Wanzenart aus der Familie der Baumwanzen (Pentatomidae).

## Merkmale
Die mittelgroßen Wanzen werden 11–15 mm lang. Auf dem vorderen Teil des Kopfes befindet sich eine y-förmige Rinne. Der Halsschild besitzt an den Seiten lappenförmige gerundete Ecken. Die Femora der vorderen Beine weisen einen Dorn auf. Die Schienen der vorderen Beine sind verbreitert. Die vorderen Seitenkanten des Halsschildes sowie das obere Ende des Seitenrandes des Schildchens (Scutellum) sind gelb. Das untere Ende des Scutellums ist weiß. Die Fühler sind schwarz mit Ausnahme des basalen Endes des letzten Fühlergliedes, welches rötlich-orange gefärbt ist. Die Beine sind rot gefärbt. Die Unterseite des Hinterleibs ist rötlich mit schwarzen Flecken. Das Connexivum (auf der Seite sichtbarer Teil des Abdomens) ist schwarz-gelb gescheckt. Die helle Membran ist transparent.
Die Art ähnelt der Rotbeinigen Baumwanze (Pentatoma rufipes), hat aber ein viel dickeres Rostrum (Rüssel) und flache Pronotum-Seitenecken.

## Vorkommen und Lebensraum
Die Wanzenart Pinthaeus sanguinipes kommt in der Paläarktis vor. Ihr Verbreitungsgebiet reicht im Osten bis nach Japan und Korea. Außerdem kommt sie in weiten Teilen Europas vor. Im Mittelmeerraum ist sie häufig, dagegen in Mittel- und Nordeuropa sehr selten. Auf den Britischen Inseln und in Skandinavien fehlt die Art. Die Wanzen halten sich meist am Rande von Laubwäldern auf, wobei sie bevorzugt an Hainbuchen anzutreffen sind.

## Lebensweise
Die Wanzen ernähren sich räuberisch von Insekten. Zu ihren Beutetieren zählen Schmetterlingsraupen sowie Blattkäfer und deren Larven.
Pinthaeus sanguinipes bildet eine Generation pro Jahr.
Die Wanzenart überwintert als Imago. Ab August sind die neu entwickelten Imagines zu beobachten.

## Etymologie
Die Artbezeichnung sanguinipes leitet sich aus dem Lateinischen ab: sanguinis = „Blut“ und pes = „Fuß“. Der Name verweist auf die rotgefärbten Beine der Wanzen.